# Kunangan Parit Rantang
Kunangan Parit Rantang is een bestuurslaag in het regentschap Sijunjung van de provincie West-Sumatra, Indonesië. Kunangan Parit Rantang telt 8929 inwoners (volkstelling 2010).